# Backstage (série)
Backstage é uma série canadense como The Next Step, que estreou em 18 de Março de 2016 no Canal Family Channel, nos Estados Unidos e estreou em 25 de Março no Disney Channel. No Disney Channel Portugal e na Espanha estreou em 20 de Junho de 2016. No Brasil a estreia da série foi em 21 de novembro de 2016. 
Em Portugal, a 2ª temporada da série estreou na Netflix, dobrada em Português com os mesmos dobradores da 1ª temporada no Disney Channel. Mais tarde, a série começou a repetir desde 15 de Junho de 2020 no canal Biggs.
Demonstra a vida de muitos adolescentes em diversas áreas de arte, afim de alcançar o sucesso na sua vida, e entretanto surgem vários problemas que precisam de resolução.
Devido a baixas audiências, a série foi cancelada. A terceira temporada estava em produção e andamento mas, após o cancelamento, a produção foi parada.

## Sinopse
Backstage segue um grupo de adolescentes excecionalmente talentosos que vivem através dos altos e baixos que vêm ao frequentar a prestigiosa Escola de Artes de Keaton, uma chave para o seu futuro no mundo da fama. Através confessionários de estilo diário e de mudanças dramáticas, Backstage vai levantar a cortina sobre estes aspirantes a estrelas como eles perseguem os seus sonhos e lidam com a realidade do dia-a-dia de ser um estudante, uma irmã, um filho, um irmão, uma filha, um namorado ou uma namorada e um adolescente. No entanto, apenas alguns deles podem alcançar seus sonhos.

## Elenco
- Alya (Aviva Mongillo) é uma estudante de música. Ela toca guitarra e sabe cantar.
- Miles (Josh Bogert) é um estudante de música. Ele toca guitarra, piano, percussão, e também sabe cantar.
- Bianca (Julia Tomasone) é uma estudante de música e uma cantora. Bianca é uma atriz de uma série de shows chamada Chase e Chance (titulo original, Chase on Chase and Chance)
- Vanessa (Devyn Nekoda) é uma bailarina. Vanessa entrou na Keaton por insistência de sua melhor amiga, Carly. Ela também é conhecida por seu apelido, Vee.
- Carly (Alyssa Trask) é uma bailarina. Ela também é conhecida por seu apelido, Cee.
- Scarlett (Mckenzie Small) é uma estudante de música de décimo ano e uma cantora. Scarlett é chamada Scarlett a Estrela pela maioria dos estudantes da Keaton e é considerada uma das cantoras mais talentosas da Keaton.
- Sasha (Colin Petierre) é um estudante de dança. Ele também é responsável por um blog de fofocas.
- Jax (Matthew Isen) é um estudante de música. Ele é um DJ profissional auto-proclamado, com o nome de DJ G.
- Jenna (Adrianna Di Liello) é uma estudante de dança.
- Kit (Romy Weltman) é uma estudante de música. Secretamente é o famoso DJ Diamond Mind.
- Denzel (Isiah Hall) é um estudante de artes.
- Julie (Kyal Legend) é uma estudante de artes mas multi talentosa também canta e dança.
- Park (Chris Hoffman) Professor de música.
- Helsweel (Jane Moffat) Professora de dança.

## Estreias Internacionais
| País                 | Canal                                  | Estreia 1ª temporada    | Estreia 2ª temporada   | Título    |
| -------------------- | -------------------------------------- | ----------------------- | ---------------------- | --------- |
| Canadá               | Family Channel                         | 18 de março de 2016     | 20 de julho de 2017    | Backstage |
| Estados Unidos       | Disney Channel                         | 25 de março de 2016     | 28 de julho de 2017    | Backstage |
| Reino Unido          | Disney Channel Reino Unido e Irlanda   | 9 de maio de 2016       | 2017                   | Backstage |
| Irlanda              | Disney Channel Reino Unido e Irlanda   | 9 de maio de 2016       | 2017                   | Backstage |
| África do Sul        | Disney Channel África do Sul           | 16 de maio de 2016      | 2017                   | Backstage |
| Mundo árabe          | Disney Channel Próximo Oriente         | 16 de maio de 2016      | 2017                   | Backstage |
| Sérvia               | Disney Channel                         | 16 de maio de 2016      | 2017                   | Backstage |
| Croácia              | Disney Channel                         | 16 de maio de 2016      | 2017                   | Backstage |
| Bósnia e Herzegovina | Disney Channel                         | 16 de maio de 2016      | 2017                   | Backstage |
| Macedônia do Norte   | Disney Channel                         | 16 de maio de 2016      | 2017                   | Backstage |
| Montenegro           | Disney Channel                         | 16 de maio de 2016      | 2017                   | Backstage |
| Grécia               | Disney Channel Grécia                  | 16 de maio de 2016      | 2017                   | Backstage |
| Espanha              | Disney Channel Espanha                 | 20 de junho de 2016     | 30 de outubro de 2017  | Backstage |
| Portugal             | Disney Channel Portugal                | 20 de junho de 2016     | Nunca chegou a estrear | Backstage |
| Portugal             | Netflix                                | 1 de abril de 2018      | 30 de outubro de 2017  | Backstage |
| Portugal             | Biggs                                  | 15 de junho de 2020     | 12 de outubro de 2020  | Backstage |
| Polónia              | Disney Channel Polónia                 | 25 de julho de 2016     | 2017                   | Backstage |
| Países Baixos        | Disney Channel Países Baixos e Bélgica | 6 de agosto de 2016     | 2017                   | Backstage |
| Bélgica              | Disney Channel Países Baixos e Bélgica | 6 de agosto de 2016     | 2017                   | Backstage |
| Israel               | Disney Channel Israel                  | 4 de setembro de 2016   | 2017                   | בקסטייג   |
| Itália               | Disney Channel Itália                  | 5 de setembro de 2016   | 2017                   | Backstage |
| Brasil               | Disney Channel Brasil                  | 21 de novembro de 2016  | 30 de outubro de 2017  | Backstage |
| Argentina            | Disney Channel América Latina          | 21 de novembro de 2016  | 30 de outubro de 2017  | Backstage |
| Bolívia              | Disney Channel América Latina          | 21 de novembro de 2016  | 30 de outubro de 2017  | Backstage |
| Chile                | Disney Channel América Latina          | 21 de novembro de 2016  | 30 de outubro de 2017  | Backstage |
| Colômbia             | Disney Channel América Latina          | 21 de novembro de 2016  | 30 de outubro de 2017  | Backstage |
| Cuba                 | Disney Channel América Latina          | 21 de novembro de 2016  | 30 de outubro de 2017  | Backstage |
| Costa Rica           | Disney Channel América Latina          | 21 de novembro de 2016  | 30 de outubro de 2017  | Backstage |
| Equador              | Disney Channel América Latina          | 21 de novembro de 2016  | 30 de outubro de 2017  | Backstage |
| El Salvador          | Disney Channel América Latina          | 21 de novembro de 2016  | 30 de outubro de 2017  | Backstage |
| Guatemala            | Disney Channel América Latina          | 21 de novembro de 2016  | 30 de outubro de 2017  | Backstage |
| Honduras             | Disney Channel América Latina          | 21 de novembro de 2016  | 30 de outubro de 2017  | Backstage |
| Nicarágua            | Disney Channel América Latina          | 21 de novembro de 2016  | 30 de outubro de 2017  | Backstage |
| México               | Disney Channel América Latina          | 21 de novembro de 2016  | 30 de outubro de 2017  | Backstage |
| Panamá               | Disney Channel América Latina          | 21 de novembro de 2016  | 30 de outubro de 2017  | Backstage |
| Paraguai             | Disney Channel América Latina          | 21 de novembro de 2016  | 30 de outubro de 2017  | Backstage |
| Peru                 | Disney Channel América Latina          | 21 de novembro de 2016  | 30 de outubro de 2017  | Backstage |
| República Dominicana | Disney Channel América Latina          | 21 de novembro de 2016  | 30 de outubro de 2017  | Backstage |
| Uruguai              | Disney Channel América Latina          | 21 de novembro de 2016  | 30 de outubro de 2017  | Backstage |
| Venezuela            | Disney Channel América Latina          | 21 de novembro de 2016  | 30 de outubro de 2017  | Backstage |
| Alemanha             | Disney Channel Alemanha                | 19 de dezembro de 2016  | 2017                   | Backstage |
| Áustria              | Disney Channel Alemanha                | 19 de dezembro de 2016  | 2017                   | Backstage |
| Suíça                | Disney Channel Alemanha                | 19 de dezembro de 2016  | 2017                   | Backstage |
| Liechtenstein        | Disney Channel Alemanha                | 19 de dezembro de 2016  | 2017                   | Backstage |
| Hungria              | Disney Channel Hungria                 | 18 de fevereiro de 2017 | 2017                   | Backstage |

## Temporadas
A 1ª temporada foi exibida pelo Disney Channel em Portugal, no Brasil e nos Estados Unidos, e a 2ª foi exibida pela Neflix, também mos mesmos países.
Em 2020 a série foi exibida por completo em Portugal no Biggs, com a mesma dobragem usada no Disney Channel e na Netflix.
| Temporada | Temporada | Episódios | Episódios             | Exibição original     | Exibição original      | Exibição nos Estados Unidos | Exibição nos Estados Unidos | Exibição em Portugal  | Exibição em Portugal   | Exibição no Brasil     | Exibição no Brasil    |
| Temporada | Temporada | Episódios | Episódios             | Estreia               | Final                  | Estreia                     | Final                       | Estreia               | Final                  | Estreia                | Final                 |
| --------- | --------- | --------- | --------------------- | --------------------- | ---------------------- | --------------------------- | --------------------------- | --------------------- | ---------------------- | ---------------------- | --------------------- |
|           | 1         | 30        | 15                    | 18 de março de 2016   | 24 de junho de 2016    | 25 de março de 2016         | 31 de julho de 2016         | 20 de junho de 2016   | 13 de julho de 2016    | 21 de novembro de 2016 | 9 de dezembro de 2016 |
| 15        | 1         | 30        | 9 de setembro de 2016 | 9 de dezembro de 2016 | 12 de setembro de 2016 | 30 de setembro de 2016      | 14 de julho de 2016         | 9 de agosto de 2016   | 12 de dezembro de 2016 | 30 de dezembro de 2016 |                       |
|           | 2         | 30        | 30                    | 28 de julho de 2017   | 30 de setembro de 2017 | 30 de outubro de 2017       | 30 de outubro de 2017       | 30 de outubro de 2017 | 30 de outubro de 2017  | 30 de outubro de 2017  | 30 de outubro de 2017 |